# Џалал Талабани
Џалал Талабани (курд. جەلال تاڵەبانی; Келкан, 12. новембар 1933 — Берлин, 3. октобар 2017) је био председник Ирака и водећи курдски политичар.
Рођен је 12. новембра 1933. године. Он је први неарапски председник Ирака. Оснивач је и Генерални секретар једне од највећих курдских политичких партија - Патриотска унија Курдистана. Био је истакнути члан владе Ирака, која је основана након слома режима Садама Хусеина и америчке инвазије на Ирак 2003. године. Талабани је био адвокат за права Курда више од 50 година.